# Parti social-démocrate (Andorre)
Pour les articles homonymes, voir Parti social-démocrate.
Le Parti social-démocrate (en catalan : Partit Socialdemòcrata) est un parti politique d'Andorre, membre de l'Internationale socialiste et membre observateur du Parti socialiste européen. 

## Histoire
Aux élections du 4 mars 2001, le parti a remporté 30,0 % des voix et 6 des 28 sièges. 
Aux élections législatives du 24 avril 2005, le parti est arrivé second aux élections avec 38,1 % des voix et 11 des 28 sièges. Il reste dans l'opposition au gouvernement du Parti libéral d'Andorre. 
Le 26 avril 2009, il gagne les élections législatives avec 45,03 % des voix à la liste nationale et la majorité dans 4 des 7 paroisses, obtenant une majorité relative au Conseil général de 14 sièges sur 28.

## Composition de l'actuel bureau
- Président : Vicenç Alay Ferrer
- Premier Secretaire : David Rios Rius
- Secrétaire d’organisation : Susanna Vela Palomares

## Résultats électoraux
| Année | Tête de liste          | Voix            | %               | Sièges                                                              |
| ----- | ---------------------- | --------------- | --------------- | ------------------------------------------------------------------- |
| 2005  | Aucune                 | 4 711           | 38,07           | 12 / 28                                                             |
| 2009  | Jaume Bartumeu Cassany | 6 610           | 45,03           | 14 / 28                                                             |
| 2011  | Jaume Bartumeu Cassany | 5 397           | 37,17           | 6 / 28                                                              |
| 2015  | Coalition Junts        | Coalition Junts | Coalition Junts | Coalition Junts                                                     |
| 2015  | Pere López Agràs       | 3 462           | 23,53           | 3 / 28Les 3 sièges gagnés par la coalition sont des membres du PSD. |
| 2019  | Pere López Agràs       | 5 445           | 30,52           | 7 / 28                                                              |
| 2023  | Pere López Agràs       | 4 036           | 21,11           | 3 / 28                                                              |

| Année | Voix  | %     | Sièges |
| ----- | ----- | ----- | ------ |
| 2015  | 2 022 | 15,11 | 5 / 80 |

## Membres élus

### Conseillers généraux membres du PS (2005-2009)
- Jaume Bartumeu Cassany (président du groupe)
- Francesc Rodríguez Rossa
- Vicenç Alay Ferrer
- Carles Blasi Vidal
- Josep Dallerès Codina
- Jordi Font Mariné
- Mariona González Reolit
- Esteve López Montanya
- Víctor Naudi Zamora
- Maria Pilar Riba Font

### Conseillers généraux membres du PS (2009-2011)
- Francesc Rodríguez Rossa
- Franz Armengol Avellana
- Mariona González Reolit
- Josep Dallerès Codina
- Maria Pilar Riba Font
- Esteve López Montanya
- Jordi Cadena Bons
- Carles Blasi Vidal
- Albert Font Massip
- Jordi Font Mariné
- Rosa Gili Casals
- Jan Cartes Ivern
- Maria Pilar Riba Font
- Bibiana Rossa Torres